# Guillermo Pérez
Guillermo Pérez Sandoval (ur. 14 października 1979 w Uruapan) – meksykański zawodnik w taekwondo, mistrz olimpijski, wicemistrz świata.
Jeden raz startował w igrzyskach olimpijskich. W 2008 roku w Pekinie zdobył złoty medal olimpijski w kategorii wagowej do 58 kg, a rok wcześniej wicemistrzostwo świata w Pekinie w kategorii do 58 kg.
Zwycięzca igrzysk panamerykańskich w 2003 roku.